# Something About Us
Something About Us (englisch für „Etwas über uns“) ist ein Popsong der deutschen Girlgroup No Angels. Das Lied wurde von Bandmitglied Vanessa Petruo gemeinsam mit den Musikern Thorsten Brötzmann und Alexander Geringas geschrieben. Im Mai 2002 wurde der Titel als erste Single ihres zweiten Studioalbums, Now … Us! (2002), veröffentlicht und erreichte als drittes Lied der Band Platz eins der deutschen und österreichischen Singlecharts.

## Hintergrund
Something About Us wurde von Bandmitglied Vanessa Petruo gemeinsam mit Produzent Thorsten Brötzmann und Songschreiber Alexander Geringas komponiert. Dem Entstehungsprozess waren Diskussionen mit dem Management und der Plattenfirma vorausgegangen, nachdem Petruo aufgrund der ihr missfallenden musikalischen Entwicklung der Band nach dem ersten Gründungsjahr hatte aussteigen wollen. Nur das Angebot, eigene Songs für das zweite Album Now … Us! beizusteuern, konnte sie schließlich von ihrem Vorhaben abbringen. Brötzmann, der bereits an Elle'ments (2001), dem Debütalbum der No Angels, mitgewirkt hatte, trat darüber hinaus auch als Produzent in Erscheinung. Als Koproduzent und Abmischer fungierte Joachim „Jeo“ Mezei. Beide Musiker zeigten sich ferner für Keyboard und Drumcomputer verantwortlich. Die Gitarrenklänge spielte Peter Weihe ein.
Der von Geringas und Petruos geschriebene Liedtext zu Something About Us wurde maßgeblich von den Ereignissen der ersten Jahre von Petruo im Rampenlicht inspiriert und entstand als Antwort an jene Kritiker, die die Gruppe trotz ihres Erfolges wiederholt mit ihrem Castingshow-Image assoziierten oder gar als ausgebeutete, ahnungslose Marionetten ihrer Macher bezeichneten. Petruo äußerte im Rahmen der Veröffentlichung: „Ich habe das ganze letzte Jahr Revue passieren lassen, die guten und die schlechten Zeiten, mein persönliches Resümee gezogen und auch die Meinungen der anderen Mädchen mit einbezogen. Im Gedächtnis hatte ich die Ansichten der Leute, die nie an uns geglaubt haben und auch nie akzeptieren werden, dass wir Musiker sind und uns als Künstler fühlen. Diese Vorurteile habe ich verarbeitet. Ich wollte einfach mal sagen: Ich sehe diese Vorurteile, und sie verletzen uns manchmal, aber eigentlich nehmen wir es mit Humor.“

## Veröffentlichung
Cheyenne Records hatte 2002 zunächst 2 Get Over You, ein Duett mit der britischen Popstars-Gewinnerband Hear’Say, als nächste Single der Gruppe veröffentlichen wollen. Bei den No Angels stießen die Pläne jedoch auf Widerstand, nachdem Petruo ihren Bandkolleginen die Demoversion von Something About Us präsentiert hatte und das Lied aufgrund seiner Botschaft und des düsteren Sounds von allen als geeignetere Vorabauskopplung ihres zweiten Studioalbums empfunden worden war. Wie im bereits bei der Auswahl ihrer Debütsingle Daylight in Your Eyes  im Vorjahr gelang es der Band „mit viel Druck“, ihr Label davon zu überzeugen, ihren eigenen Favoriten als Single ins Rennen zu schicken. Die Veröffentlichung von 2 Get Over You wurde daraufhin verworfen und das Duett mit Hear’Say niemals veröffentlicht. Eine Solo-Version der No Angels erschien jedoch auf später auf Now … Us!.
Die Erstaufführung von Something About Us fand am 1. März 2002 bei The Dome 21 in der Hanns-Martin-Schleyer-Halle in Stuttgart statt. Sowohl hier als auch bei späteren Auftritten nutzte die Band eine unveröffentlichte, alternative Version des Liedes, das mit einem fünfsekündigen gesprochenen Intro beginnt. TV-Premiere feierte das Lied am 7. März bei der von RTL übertragenen Echoverleihung im ICC in Berlin. Die Veröffentlichung der Maxi-Single folgte am 6. Mai 2002. Mit dem Extended Edit von Something About Us sowie dem Latin Radio Edit und Club Radio Edit, die beide in Zusammenarbeit mit Hendrik Eilers und Stani „Silence“ Djukanovic des Duos Das Leihhaus entstanden, steuerten Brötzmann und Mezei drei weitere Versionen des Liedes zur Single bei. Teil der Single war auch eine von den No Angels neu eingesungenen Version des Jingles Like Ice in the Sunshine, das ebenfalls 2002 in Kooperation mit Langnese entstanden war.

## Musikvideo
Das Musikvideo zu Something About Us wurde im April 2002 in Berlin gedreht. Als Kulisse diente die Weiterverarbeitung einer örtlichen Zeitungsdruckerei. Die Regie übernahm Musikvideoregisseur Marcus Sternberg, der in den Folgejahren eine Vielzahl weiter Musikvideos für die No Angels inszenieren sollte. Als Choreograf heuerte die ausführende Bigfish Filmproduktion den kanadischen Tänzer Sean Cheesman an.
Inhaltlich setzt sich das medienkritische Video parodistisch mit einer Reihe von Vorurteilen und Gerüchten auseinander, die im Jahr zuvor über die No Angels publiziert worden waren. In durchgeografierten Gruppenaufnahmen zeigt es die fünf Bandmitglieder als in Overall gekleidete Mitarbeiterinnen einer Druckerei, in welcher die fiktionale Boulevardzeitung mit Namen Daily Express produziert wird. Unterbrochen werden diese Szenen von den Nahaufnahmen individueller Schlagzeilen, die über die Verarbeitungsketten laufen. Darin werden Wahls physische Gewalt („Don't Ask Me“), Mölling Inzest („Only My Cousins“), Petruo Hochmut („Diva at Work“), Benaissa Ausstiegsgedanken („Late Check-Out?“) und Diakovska – ihre bis dato nicht öffentlich thematisierte – Homosexualität („Kiss the Girl“) unterstellt.
Im Februar 2003 gewann das Video den Echo in der Kategorie „Nationaler Musik-Videoclip“. Bei der Entgegennahme des Preises positionierten sich Benaissa, Diakovska, Mölling und Petruo öffentlich gegen den Irakkrieg, indem sie in T-Shirts mit dem Aufdruck No War auf der Bühne erschienen.

## Single
Maxi-Single
| Nr. | Titel                                     | Autor(en)                                              | Produzent(en)                        | Länge |
| --- | ----------------------------------------- | ------------------------------------------------------ | ------------------------------------ | ----- |
| 1.  | Something About Us (Latin Radio Edit)     | Vanessa Petruo, Thorsten Brötzmann, Alexander Geringas | Brötzmann, Jeo (a), Das Leihhaus (b) | 3:05  |
| 2.  | Something About Us (R&B Single Edit)      | Petruo, Brötzmann, Geringas                            | Brötzmann, Jeo (a)                   | 3:25  |
| 3.  | Something About Us (Club Radio Edit)      | Petruo, Brötzmann, Geringas                            | Brötzmann, Jeo (a), Das Leihhaus (b) | 3:28  |
| 4.  | Something About Us (Extended Edit)        | Petruo, Brötzmann, Geringas                            | Brötzmann, Jeo (a)                   | 4:50  |
| 5.  | Like Ice in the Sunshine (Single Version) | Holger Kopp                                            | Nik Hafemann, Syndicate Music        | 3:00  |

2-Track-Single
| Nr. | Titel                                     | Autor(en)                   | Produzent(en)                        | Länge |
| --- | ----------------------------------------- | --------------------------- | ------------------------------------ | ----- |
| 1.  | Something About Us (Latin Radio Edit)     | Petruo, Brötzmann, Geringas | Brötzmann, Jeo (a), Das Leihhaus (b) | 3:05  |
| 2.  | Like Ice in the Sunshine (Single Version) | Kopp                        | Hafemann, Syndicate Music            | 3:00  |

## Mitwirkende
- Nadja Benaissa – Gesang
- Thorsten Brötzmann – Musik, Produzent
- Lucy Diakovska – Gesang
- Alexander Geringas – Musik
- Jeo – Abmischung, Koproduzent
- Sandy Mölling – Gesang
- Vanessa Petruo – Gesang, Lyrics, Musik
- Jessica Wahls – Gesang
- Peter Weihe – Gitarre[1]

## Rezeption

### Charts und Chartplatzierungen
Something About Us wurde am 6. Mai 2002 als Doppel-A-Single mit einer Coverversion des Beagle Music Ltd.-Hits Like Ice in the Sunshine veröffentlicht, die die Band im Rahmen eines Werbedeals mit der Eismarke Langnese aufgenommen hatte. In Deutschland konnte sich das Lied als dritte No-Angels-Single auf Platz eins der Singlecharts platzieren. Das Lied hielt sich insgesamt 16 Wochen in den Charts und erreichte ferner Rang 11 der deutschen Jahrescharts. In Österreich konnte die Band mit Something About Us ebenfalls ihren dritten Nummer-1-Hits verbuchen. Das Lied hielt sich dort 21 Wochen in den Ö3 Austria Top 40 und erreichte Platz 29 der österreichischen Jahrescharts. In der Schweiz kletterte Something About Us bis auf Platz elf der Schweizer Hitparade. In den schweizerischen Jahrescharts erreichte es Rang 63.
| ChartsChartplatzierungen | Höchstplatzierung | Wochen |
| ------------------------ | ----------------- | ------ |
| Deutschland (GfK)        | 1 (16 Wo.)        | 16     |
| Österreich (Ö3)          | 1 (21 Wo.)        | 21     |
| Schweiz (IFPI)           | 11 (15 Wo.)       | 15     |

| ChartsJahrescharts (2002) | Platzierung |
| ------------------------- | ----------- |
| Deutschland (GfK)         | 11          |
| Österreich (Ö3)           | 29          |
| Schweiz (IFPI)            | 63          |

### Auszeichnungen für Musikverkäufe
Something About Us erhielt noch im Jahr seiner Veröffentlichung eine Goldene Schallplatte in Österreich.

| Land/Region       | Auszeichnungen für Musikverkäufe (Land/Region, Auszeichnung, Verkäufe) | Verkäufe |
| ----------------- | ---------------------------------------------------------------------- | -------- |
| Österreich (IFPI) | Gold                                                                   | 20.000   |